# Яблоко
Руска обединена демократична партия „Яблоко“ е политическа партия в Русия. Създатена е през 1993 г. като коалиция под името Явлински – Болдирьов – Лукин. Към 2016 г. в партията членуват над 28 000 души. Партията се бори за социална пазарна икономика, равенство на началните възможности, неприкосновеност на частната собственост и върховенство на закона.

## История
Преди първите парламентарни избори в Русия през 1993 г. Григорий Явлински, Юрий Болдирьов и Владимир Лукин създават коалиция, наречена от журналистите „Яблоко“ (по първите букви на лидерите). В коалицията влизат малки партии като Републиканската, Социалдемократическата и Христиандемократическият съюз. Коалицията получава 7% от гласовете и влиза в парламента. Яблоко има народни представители и във втория, третия и четвъртия състав на Държавната дума.
От 2001 г. Яблоко е регистрирана като партия с лидер Григорий Явлински. През 2003 г. Яблоко за първи път не преминава бариерата от 5% и не влиза в парламента. От 2006 г. партията е член на АЛДЕ,
През 2007 г. Яблоко отново не успява да влезе в парламента, след което Явлински подава оставка като лидер. На негово място е назначен Сергей Митрохин. От 2015 г. председател на партията е Емилия Слабунова.